# Esonius panopus
Esonius panopus là một loài bọ cánh cứng trong họ Cerambycidae.